# Гербю (комуна)
Комуна Гербю (швед. Hörby kommun) — адміністративно-територіальна одиниця місцевого самоврядування, що розташована в лені Сконе у південній Швеції.
Гербю 206-а за величиною території комуна Швеції. Адміністративний центр комуни — місто Гербю.

## Населення
Населення становить 14 929 чоловік (станом на вересень 2012 року). 
| Кількість населення комуни Гербю за 1970-2010 роки | Кількість населення комуни Гербю за 1970-2010 роки | Кількість населення комуни Гербю за 1970-2010 роки | Кількість населення комуни Гербю за 1970-2010 роки | Кількість населення комуни Гербю за 1970-2010 роки |
| -------------------------------------------------- | -------------------------------------------------- | -------------------------------------------------- | -------------------------------------------------- | -------------------------------------------------- |
| Рік                                                |                                                    |                                                    | Населення                                          |                                                    |
| 1970                                               | 1970                                               |                                                    | 11 683                                             | 11 683                                             |
| 1975                                               | 1975                                               |                                                    | 11 871                                             | 11 871                                             |
| 1980                                               | 1980                                               |                                                    | 12 624                                             | 12 624                                             |
| 1985                                               | 1985                                               |                                                    | 12 915                                             | 12 915                                             |
| 1990                                               | 1990                                               |                                                    | 13 528                                             | 13 528                                             |
| 1995                                               | 1995                                               |                                                    | 13 798                                             | 13 798                                             |
| 2000                                               | 2000                                               |                                                    | 13 742                                             | 13 742                                             |
| 2005                                               | 2005                                               |                                                    | 14 274                                             | 14 274                                             |
| 2010                                               | 2010                                               |                                                    | 14 840                                             | 14 840                                             |
| Джерело: SCB                                       |                                                    |                                                    |                                                    |                                                    |

## Населені пункти
Комуні підпорядковано 5 міських поселень (tätort) та низка сільських, більші з яких:
- Гербю (Hörby)
- Людвіґсборґ (Ludvigsborg)
- Усбюгольм (Osbyholm)
- Еннечеп (Önneköp)
- Естрабю (Östraby)
- Свенсчеп (Svensköp)

## Міста побратими
Комуна підтримує побратимські контакти з такими муніципалітетами:
- Пижице, Польща

## Галерея

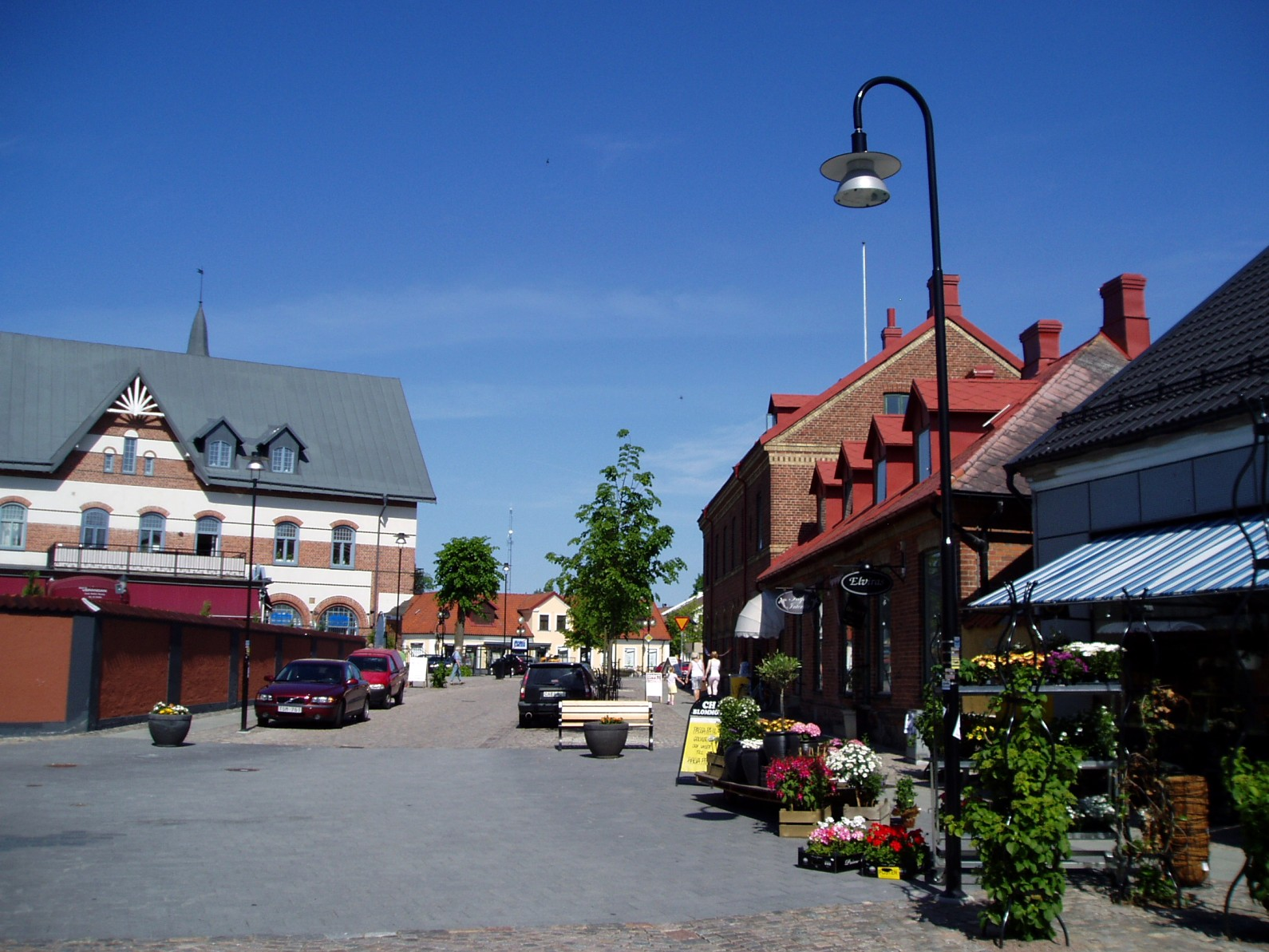
Гербю
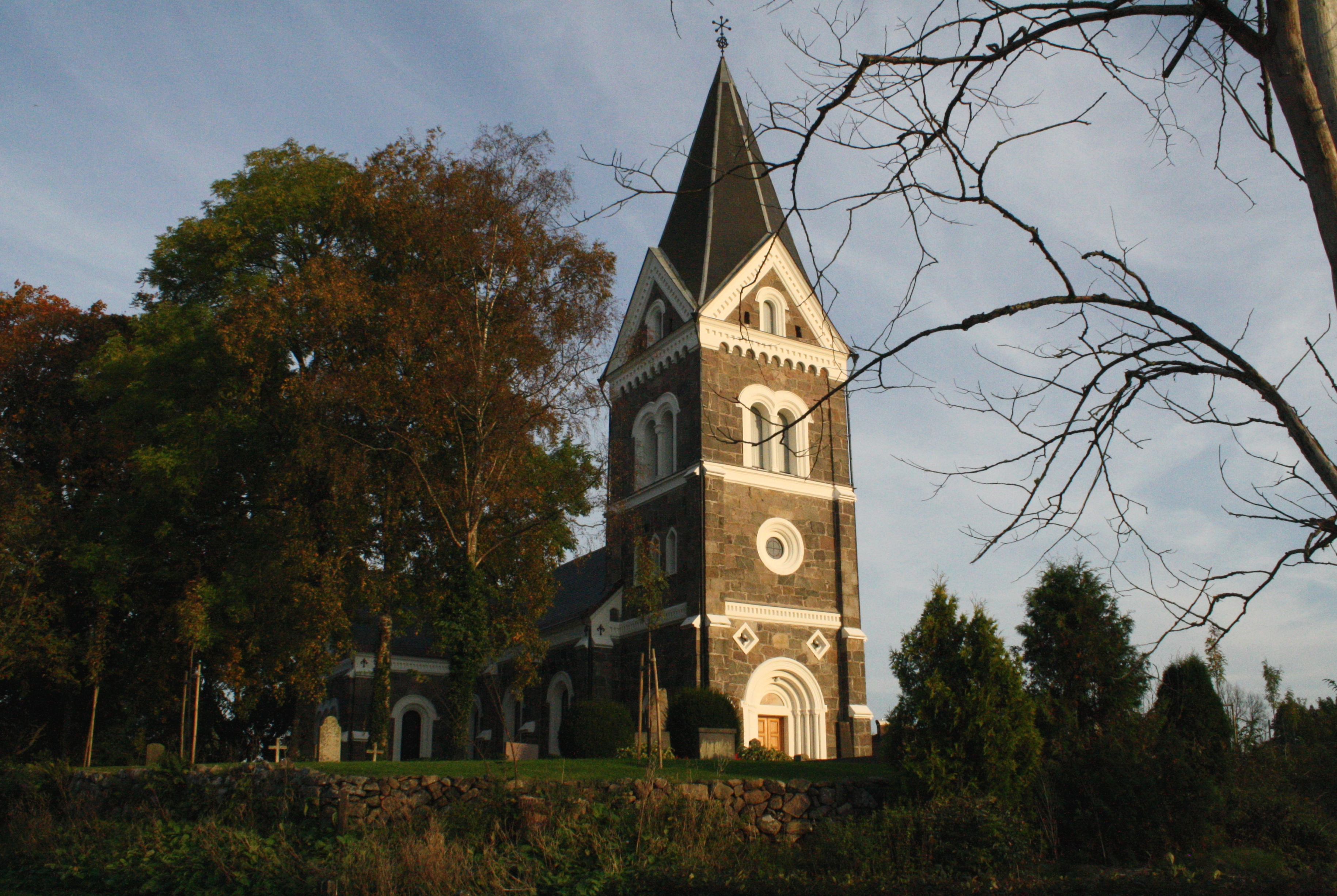
Церква (Седра Рерум)
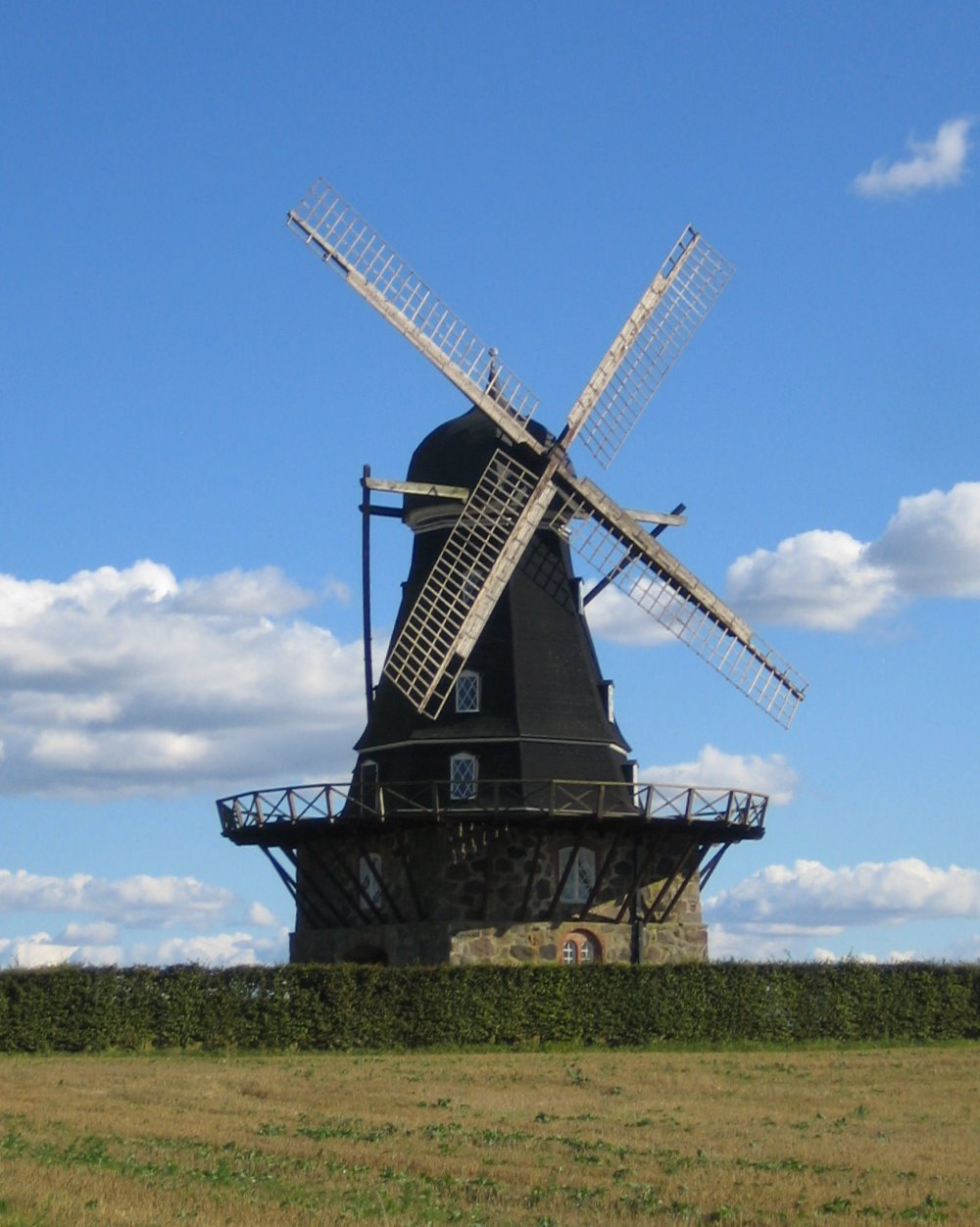
Вітряк у Естрабю
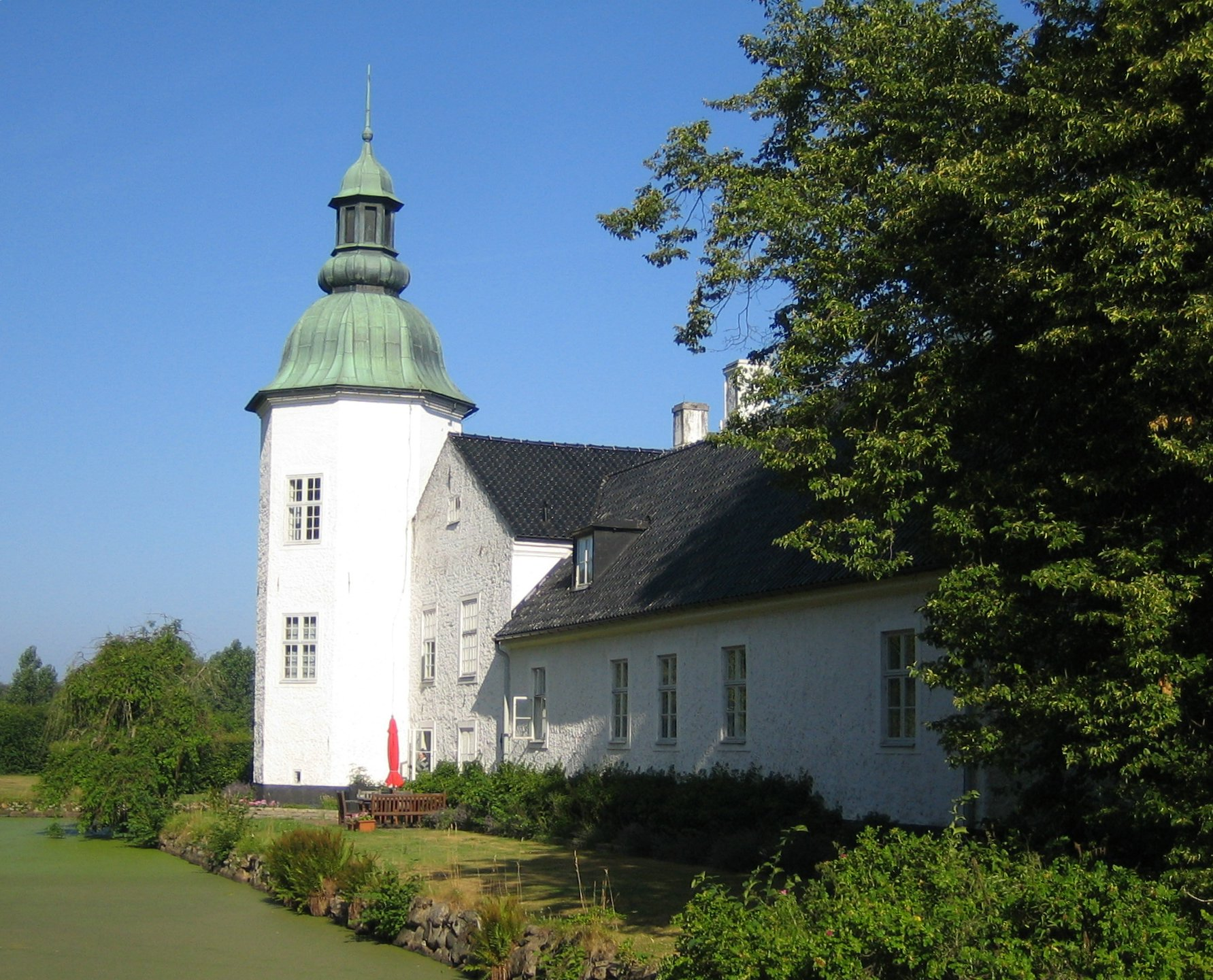
Замок Усбюгольм

## Виноски
1. ↑  Folkmangd i riket, lan och kommuner (шв.) . Центральне бюро статистики Швеції. Архів оригіналу за 20 серпня 2013. Процитовано 20 лютого 2013.